# Resolutie 330 Veiligheidsraad Verenigde Naties
Resolutie 330 van de Veiligheidsraad van de Verenigde Naties werd op 21 maart 1973 aangenomen in Panama. Dat gebeurde met twaalf voor-stemmen tegen drie onthoudingen van Frankrijk, het Verenigd Koninkrijk en de Verenigde Staten.

## Inhoud
De Veiligheidsraad herinnerde aan de resoluties 1803 (XVII) en 3016 (XXVII) van de Algemene Vergadering over soevereiniteit over grondstoffen. De Veiligheidsraad herbevestigde 2625 (XXV) van de Algemene Vergadering, volgens welke geen land maatregelen mag nemen om een ander land te onderwerpen, en verder aan 2993 (XXVII) die ging over de verklaring omtrent versterking van de internationale veiligheid.
De Veiligheidsraad was diep bezorgd over maatregelen die de permanente soevereiniteit over grondstoffen in Latijns-Amerikaanse landen in het geding brachten, en erkende dat deze maatregelen leidden tot situaties die de vrede en veiligheid in Latijns-Amerika zouden kunnen bedreigen. De Veiligheidsraad drong aan op passende maatregelen om bedrijven die Latijns-Amerikaanse landen dwang probeerden op te leggen een halt toe te roepen. Landen werden verzocht om dergelijke maatregelen niet toe te passen of het gebruik ervan aan te moedigen, met het oog op het handhaven en bevorderen van de vrede en veiligheid in Latijns-Amerika.
Lijst ·  325 ·  326 ·  327 ·  328 ·  329 ·  330 ·  331 ·  332 ·  333 ·  334 ·  335 ·  336 ·  337 ·  338 ·  339 ·  340 ·  341 ·  342 ·  343 ·  344